# Landrecies
Landrecies este o comună din Franța, situată în departamentul Nord, în regiunea Nord-Pas de Calais. Orașul se găsește pe cursul râului Sambre, iar istoria orașului, care a cunoscut numeroase ocupații, este strâns legată de poziția sa geografică.